# Pascal Durand
 (novembre 2022).
Il peut être nécessaire de l'améliorer pour respecter le principe de neutralité de point de vue. Veuillez consulter la page de discussion pour plus de détails.

Pour les articles homonymes, voir Durand.
Pascal Durand, né le 3 octobre 1960 à Montreuil, est un homme politique français. Cofondateur d'Europe Écologie en octobre 2008, élu porte-parole d'Europe Écologie Les Verts au congrès de La Rochelle en 2011, il est secrétaire national d'EÉLV du 23 juin 2012 au 30 novembre 2013. Depuis 2014, il est député européen. Il est réélu en 2019 sur la liste Renaissance de La République en marche.

## Situation personnelle
Pascal Durand est le fils d'un dirigeant de la Jeunesse communiste de Nice entré dans la Résistance, et d'une dirigeante de l'Union des femmes françaises et du PCF. Pascal Durand affirme avoir été marqué par l'exclusion de sa mère du PCF alors qu'elle s'opposait à l'invasion russe de la Tchécoslovaquie en 1968,[source secondaire souhaitée]. Il se décrit aussi comme le petit-fils d'un antifasciste italien et d'un socialiste, et le neveu d'un anarchiste,.
Il devient avocat au barreau de Paris en 1986[réf. souhaitée]. Il exerce pendant longtemps en tant qu'avocat d'affaire.

## Carrière politique

### Débuts
Lycéen, il soutient René Dumont à l'élection présidentielle de 1974, puis s'oppose à la centrale nucléaire de Nogent, avant de soutenir Michel Rocard en 1978,. 
En 2006, Pascal Durand rencontre Nicolas Hulot qui travaille à la mise en œuvre du pacte écologique au moment de l'élection présidentielle de 2007.
En 2008, Pascal Durand se rapproche de Daniel Cohn-Bendit et de Jean-Paul Besset pour la préparation des élections au Parlement européen. Le parti écologiste obtient son score le plus élevé depuis sa création avec 16,28 % des voix exprimées.
En 2011, il est directeur de campagne de Nicolas Hulot lors de la primaire d'EÉLV, remportée par Eva Joly, pour l'élection présidentielle de 2012,.

### Secrétaire national d'Europe Écologie Les Verts
Le 23 juin 2012, Pascal Durand devient secrétaire national d'Europe Écologie Les Verts, succédant à Cécile Duflot qui entre au gouvernement,. En septembre 2013, il annonce quitter ce poste à la suite des critiques de son propre camp déclenchées par l'« ultimatum sur la transition écologique » qu'il a lancé au gouvernement.

### Député européen
Lors des élections européennes de 2014, Pascal Durand est tête de liste d'Europe Écologie pour l'Île-de-France et les Français de l'étranger : sa liste obtient 9,8 % des suffrages exprimés, et il est élu député européen.
Membre de la commission du Marché Intérieur et de la Protection des Consommateurs, il est rapporteur du premier rapport du Parlement européen sur l’obsolescence programmée et la durée de vie des produits. Il est également rapporteur du groupe écologique lors des débats sur la vente des armes à feu en Europe et s'exprime en tant que vice-président du groupe des Verts-ALE au sujet de l'homologation des véhicules à la suite du scandale du Dieselgate.
Il est aussi membre suppléant de la commission des affaires juridiques. À la suite des multiples soupçons de conflits d’intérêts de Miguel Arias Cañete pour le poste de Commissaire européen chargé du climat et de l'énergie, Pascal Durand sera l’initiateur d’un rapport pour renforcer la transparence sur les déclarations d’intérêts des membres de la Commission européenne. Au sein de cette commission parlementaire, il porte aussi la position des écologistes sur des sujets comme la lutte contre la fraude et l’évasion fiscale, la lutte contre le secret d’affaires ou encore la protection des lanceurs d’alerte.
En 2016, il devient le vice-président du groupe Verts / Alliance libre européenne.
En juillet 2015, il participe à une délégation du Parlement européen en Israël et en Palestine sur la question de l’eau. Fervent défenseur des droits humains, il est interdit avec d'autres personnalités politiques d'entrer en Palestine et en Israël par les autorités israéliennes en novembre 2017 afin de rencontrer Marwan Barghouti et Salah Hamouri.
En février 2016, il quitte EÉLV pour rejoindre Nicolas Hulot, dont il soutient le principe d'une candidature pour l'élection présidentielle de 2017.
Il s'est par ailleurs engagé auprès des associations de protection des droits pour les personnes en situation de handicap.
Défenseur de longue date de la condition animale, il est désigné par ses pairs en juillet 2016 vice-président de l’intergroupe sur le bien-être animal, mandat durant lequel il fut notamment à l’initiative d’une commission d’enquête parlementaire sur les conditions de transport des animaux vivants
Il est réélu député européen le 26 mai 2019 et siège au sein du groupe Renew Europe dans les commissions affaires constitutionnelles, affaires juridiques et contrôle budgétaire. En juin 2020, il est nommé membre de la commission d'enquête sur la protection des animaux pendant le transport.
Pascal Durand a mené les négociations en tant que Rapporteur pour le Parlement européen sur la Directive dites - CSRD.
Il quitte le groupe Renew en novembre 2022 pour protester contre le refus du groupe d'exclure le parti suédois Les Libéraux qui s'est allié à l’extrême droite pour former un gouvernement. Il se déclare excédé par « les renoncements » de sa formations politique sur « le plan des valeurs » ; « c’est facile de sortir les drapeaux arc-en-ciel par solidarité avec les LGBT polonais. Par contre, sur les droits des migrants, ils sont prêts à franchir les lignes rouges parce que c’est dans l’air du temps. » Il rejoint alors le groupe social-démocrate. Il ne souhaite pas se représenter aux élections européennes de 2024.